# Leo Flieg
Leo Flieg, eigentlich Leopold Flieg (* 8. November 1893 in Berlin; † 15. März 1939 in Moskau) war ein deutscher Politiker, Gründungsmitglied der KPD und Landtagsabgeordneter im Freistaat Preußen. Im Rahmen des Großen Terrors in der Sowjetunion wurde er 1938 verhaftet und 1939 hingerichtet.

## Leben
Flieg entstammt einer Berliner Arbeiterfamilie und absolvierte eine Ausbildung als kaufmännischer Angestellter. 1911 wurde er Mitglied des Zentralverbands der Handlungsgehilfen und der SPD, er gehörte zum politischen Freundeskreis von Karl Liebknecht und Rosa Luxemburg. Im Ersten Weltkrieg war er nach einer Verwundung als Schreiber in Berlin eingesetzt. Im Oktober 1918 war er einer der Gründer der Freien Sozialistischen Jugend Deutschlands (FSJ). Er schloss sich der Spartakusgruppe an und war seit Gründung der KPD deren Mitglied. Von November 1919 bis März 1922 war er Mitglied des Exekutivkomitees der Kommunistischen Jugendinternationale (KJI). Seit 1922 war er (gemeinsam mit Käthe Pohl) Sekretär des Orgbüros der Zentrale der KPD. 1924 wurde er für die KPD in den Preußischen Landtag gewählt, bei den nachfolgenden demokratischen Wahlen in Preußen wurde er jeweils wieder gewählt. Ab 1927 war er Mitglied des ZK der KPD und ab 1929 auch Mitglied des Politbüros des ZK der KPD. Von diesen Parteifunktionen wurde er im Mai 1932 nach Auseinandersetzungen um den Parteikurs (Flieg galt als Mitglied der „Neumann-Gruppe“ um Heinz Neumann und Hermann Remmele) entbunden und zum Kandidaten des Politbüros degradiert. Seit 1928 war er Mitglied der Internationalen Kontrollkommission der Komintern.
Der Spiegel schrieb 1993 über Fliegs Aktivitäten Anfang der 1930er Jahre: „Flieg war bis 1932 Sekretär der KPD und Beauftragter der geheimen Komintern-Abteilung für internationale Verbindungen (OMS), die der KPD Subventionen von jährlich 1,8 Millionen Mark, falsche Pässe, Funker und Kuriere zuführte. Er selbst leitete einen Fälschungsapparat mit 170 Angestellten. Das ging in enger Zusammenarbeit mit der sowjetischen Geheimpolizei vor sich.“
Von Ende 1932 bis Anfang 1934 war Flieg als Mitarbeiter des Exekutivkomitees der KI (EKKI) in Moskau tätig.
Ab 1934 war er als Mitarbeiter des Politbüros des ZK der KPD in Saarbrücken, Prag und Paris tätig. Auf der Brüsseler Konferenz der KPD im Oktober 1935 wurde er erneut ins ZK gewählt. Im Juni 1937 kehrte er nach Moskau zurück, wo er im Hotel Lux Quartier bezog. 1937 wurde er vom Dritten Reich ausgebürgert. Nach einer Denunziation durch Herbert Wehner wurde Flieg am 20. März 1938 vom NKWD verhaftet, der „Spionage“ und „Mitgliedschaft in einer konterrevolutionären terroristischen Organisation“ beschuldigt und vom Obersten Gericht der UdSSR am 14. März 1939 zum Tod verurteilt. 1957 wurde er posthum rehabilitiert.